# John W. Thomas
John W. Thomas ((Phillips megye, 1874. január 4. – Washington, 1945. november 10. vagy 1945. november 20.) az Amerikai Egyesült Államok szenátora (Idaho, 1928–1933 és 1940–1945).